# A Thousand Miles
Pistes de Be Not Nobody
Ordinary Day
A Thousand Miles est une chanson de Vanessa Carlton, enregistrée en 2002 pour l'album Be Not Nobody. Premier single de l'album, le titre est un des succès les plus importants de l'année dans plusieurs pays. Elle est nommée au Grammy Award de la chanson de l'année.
Cette chanson a été utilisée pour la pub Spécial K de Kellogg's courant 2011-2012 et dans les films Isn’t it Romantic (en) et FBI : Fausses blondes infiltrées

## Réception

### Classement
| Chart (2002)                      | Peak position |
| --------------------------------- | ------------- |
| U.S. Billboard Hot 100            | 5             |
| U.S. Billboard Adult Contemporary | 1             |
| U.S. Billboard Adult Top 40       | 2             |
| U.S. Billboard Top 40 Mainstream  | 1             |
| U.S. Billboard Top 40 Tracks      | 2             |
| U.S. ARC Weekly Top 40            | 1             |
| Australie                         | 1             |
| Autriche                          | 12            |
| Belgique (Flandres)               | 4             |
| Belgique (Wallonie)               | 8             |
| Danish Singles Chart              | 3             |
| Dutch Singles Chart               | 6             |
| France                            | 8             |
| Allemagne                         | 14            |
| Irlande                           | 3             |
| Italie                            | 6             |
| Japon (Oricon)                    | —             |
| Nouvelle-Zélande                  | 4             |
| Norvège                           | 14            |
| Suède                             | 30            |
| Suisse                            | 8             |
| Royaume-Uni                       | 6             |

### Certifications
| Pays             | Certification  | Date            | Ventes  |
| ---------------- | -------------- | --------------- | ------- |
| Australie        | Double Platine | 2002            | 140 000 |
| France           | Argent         | 5 février 2003  | 125 000 |
| Belgique         | Or             | 12 octobre 2002 | 25 000  |
| Nouvelle-Zélande | Or             | 6 octobre 2002  | 7 500   |